# Skokie

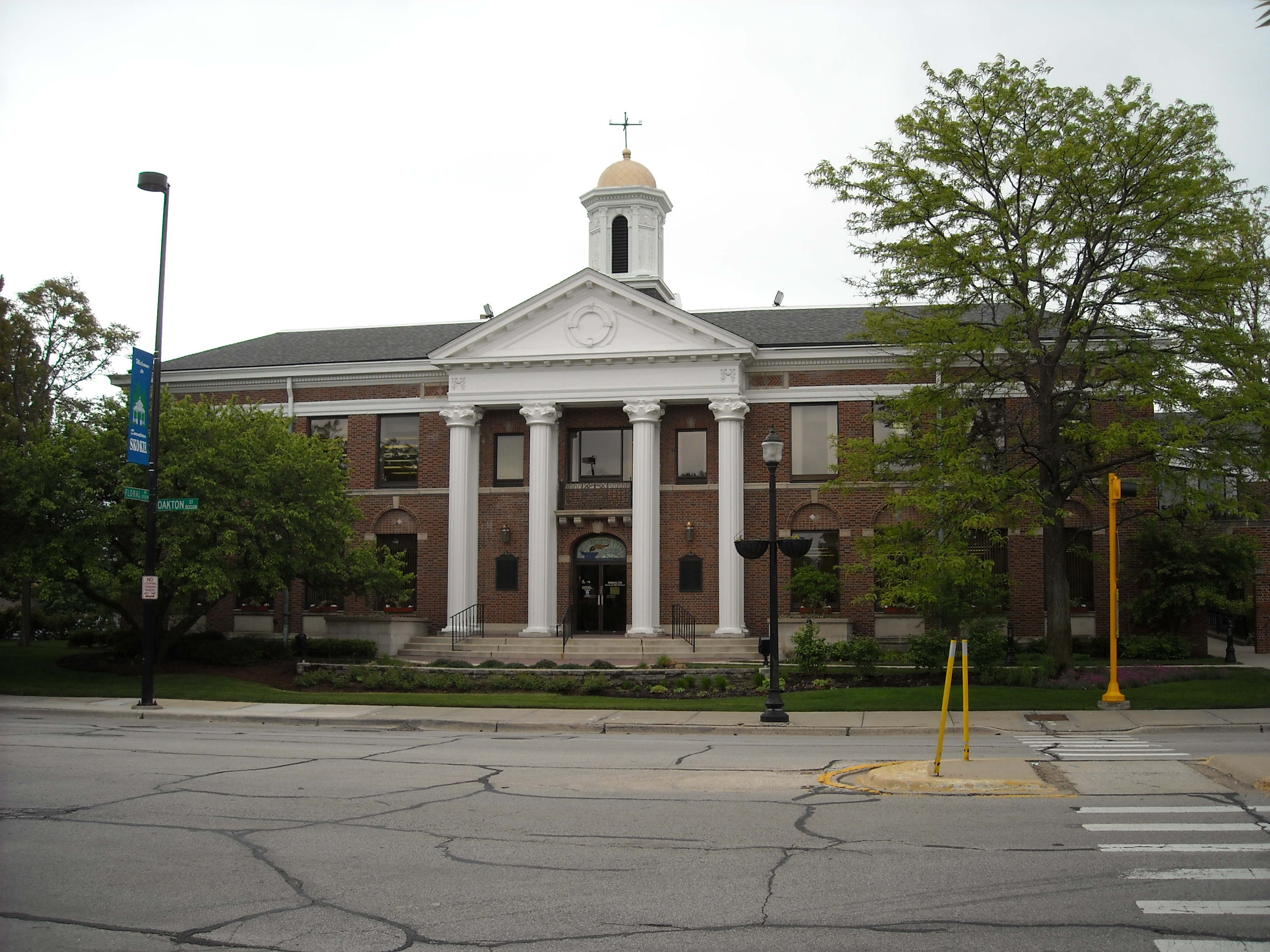
Skokie Village Hall – siedziba władz miejskich

Skokie – wieś w Stanach Zjednoczonych, w stanie Illinois, w aglomeracji Chicago. Od 2000 roku populacja miejscowości pozostaje stabilna i w 2023 roku liczy 64,9 tys. mieszkańców. Populacja składa się w około 28% z Żydów i ulega coraz większej różnorodności, wraz z przybyciem podobnego odsetka migrantów azjatyckich. Znajduje się tutaj Illinois Holocaust Museum and Education Center.

## Położenie
Skokie należy do północnych przedmieść Chicago, tzw. North Shore, w odległości 16 mil (ok. 26 km) na północny zachód od Downtown (centrum miasta). Od O'Hare International Airport oddalone jest 12 mil (19 km) w kierunku wschodnim. Od granic miejscowości do jeziora Michigan, położonego na wschodzi, dzieli Skokie około 2,5 mili.
Od wschodu graniczy z Evanston (Illinois) (a granicę stanowi North Shore Channel), od północy z Glenview i Wilmette, od zachodu z Morton Grove i Niles, a południa z Chicago i Lincolnwood.

## Warunki geograficzne
Przed osiedleniem się europejskich imigrantów teren obecnego Skokie znajdował się na granicy lasów porastających wzdłuż północnej odnogi rzeki Chicago i prerii. W samym środku zaś znajdowało się duże bagno.
Obecnie całość terenu jest zurbanizowana. W granicach miasta znajduje się kilka parków i 2 kluby golfowe. Północno-zachodnie obrzeża miejscowości graniczą z Harms Woods, które są rezerwatem leśnym, wchodzącym w skład kompleksu chronionych lasów wzdłuż rzeki Chicago.

## Historia i ewolucja nazwy
Ziemie, które obecnie nazywane są North Shore należały do Indian Potawatomi.
Pierwszym osadnikiem w tym rejonie był angielski imigrant Joseph Curtis. Postawił on swój dom w 1831 roku. W kolejnych latach napływali kolejni, co doprowadziło do powstania gminy Niles Township, która otrzymała prawa w 1850 roku.
Wyodrębnienie się Skokie jako samodzielnego miasta zawdzięcza się Henry'emu Harmsowi, imigrantowi z Prus. Osiedlił się on na terenie obecnego Skokie w 1854 roku (pierwszym osadnikiem na terenie obecnego Skokie był O'Brien w 1839). Był przedsiębiorcą i działał na rzecz społeczności lokalnej. Uważany jest za ojca założyciela wsi. Jego działania doprowadziły do nadania praw wsi pod nazwą Niles Centre w 1888 roku. W oficjalnych dokumentach miejscowość nadal jest wsią.
Nazwa odnosiła się do lokalizacji wsi w centrum Niles Township. Miała niemieckojęzyczne brzmienie. W 1891 roku w oficjalnych dokumentach nazwę zmieniono na Niles Center, które wymowa była angielskojęzyczna. Jedna z ulic biegnących przez środek Skokie nazwana została Niles Center Road, upamiętniającą poprzednią nazwę miejscowości.
W 1910 roku wybuchł wielki pożar, który zniszczył większą część zabudowy. Dało to impuls do unowocześnienia infrastruktury.
W roku 1938 pod wpływem nowych mieszkańców, rozpisano konkurs na nową nazwę miejscowości. Konkurs nie przyniósł rozstrzygnięcia. Dało to jednak impuls do dalszych poszukiwań. Wybrano nazwę Skokie, co w języku Indian Potawatomi znaczy bagno. Już wcześniej nazwę tę miały rzeka i jej dolina znajdujące się w północnej części Niles Township. Nowa nazwa stała się oficjalna w czerwcu 1940 roku.
Skokie było pierwotnie niemiecko-luksemburską społecznością rolniczą, ale później (zwłaszcza po II wojnie światowej) zostało zasiedlone przez znaczną populację żydowską. W szczytowym okresie w połowie lat 60. XX wieku 58% populacji stanowili Żydzi, co stanowiło największy odsetek spośród wszystkich przedmieść Chicago.

## Demografia
Według danych pięcioletnich z 2022 roku, 49% mieszkańców identyfikowało się jako biali niebędący Latynosami, 26,3% miało pochodzenie azjatyckie, 11,1% mieszkańców stanowili Latynosi, 9,4% to czarni lub Afroamerykanie, 6,5% było rasy mieszanej, 0,27% to rdzenni Amerykanie i 0,09% pochodziło z wysp Pacyfiku. 38,3% mieszkańców urodziło się poza granicami Stanów Zjednoczonych.
Do najliczniejszych grup należą osoby pochodzenia hinduskiego (7,6%), filipińskiego (7,6%), afroamerykańskiego, niemieckiego (6,6%), arabskiego lub afrykańskiego (6,2%), meksykańskiego (5,7%), asyryjsko–chaldejskiego (5,5%), irlandzkiego (4,9%), polskiego (3,9%), pakistańskiego (3,7%), „amerykańskiego” (3,1%), włoskiego (3,1%) i rosyjskiego (3%).
Średni dochód gospodarstwa domowego (dane z 2022) w Skokie wynosi 91 892 dolarów, zaś dochód na mieszkańca 43 338 dolarów. 8,7% mieszkańców żyje poniżej relatywnej granicy ubóstwa.

## Edukacja

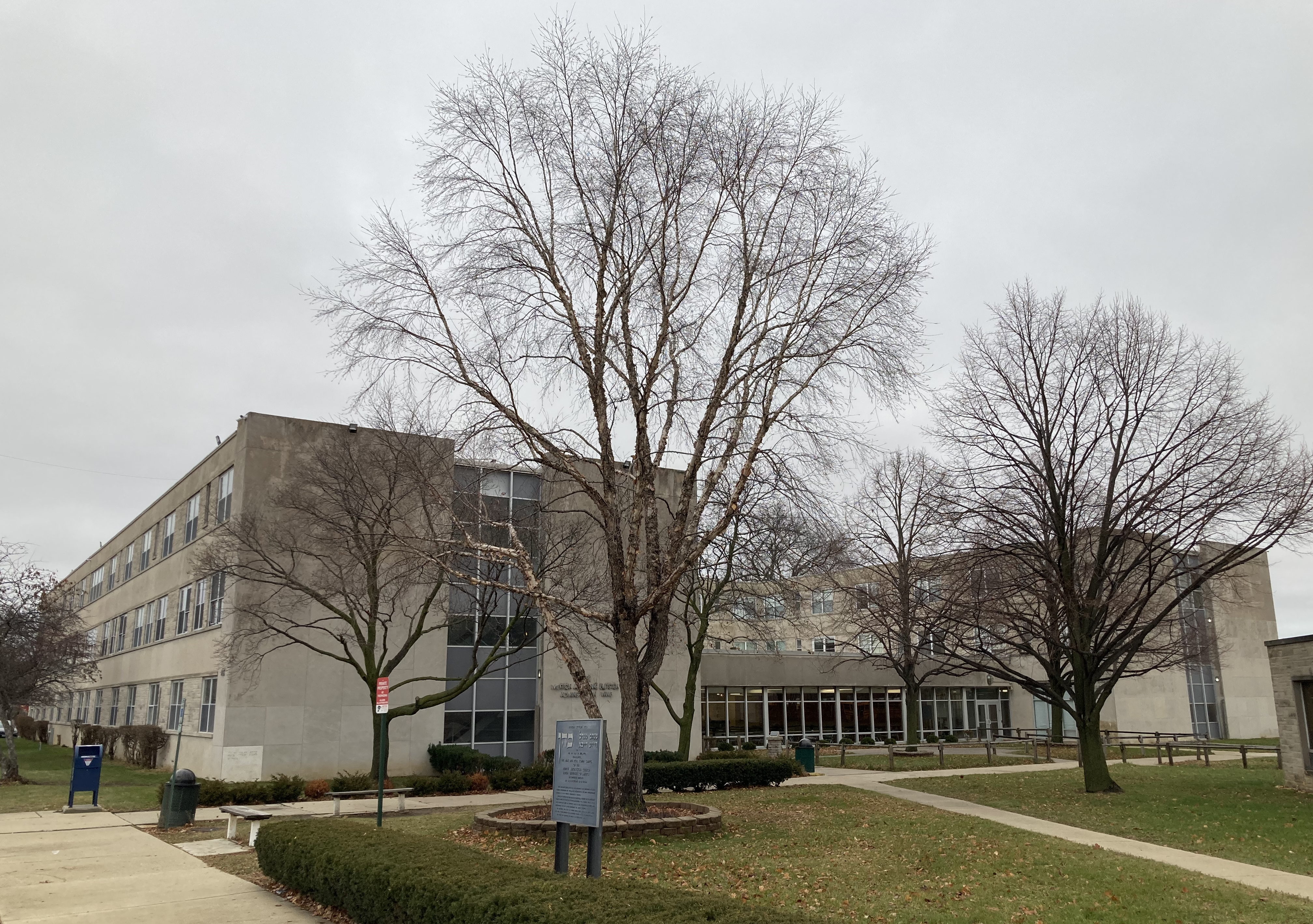
Hebrew Theological College w Skokie

### Szkolnictwo publiczne
Na terenie Skokie zlokalizowane są:
- 10 szkół podstawowych;
- 3 gimnazja;
- 2 szkoły średnie.

Są to szkoły publiczne.
Skokie podzielone jest na 6 dystryktów edukacyjnych (dzieci w nich zamieszkałe chodzą do określonych szkół). Młodzież uczęszcza do 3 szkół średnich (jedna jest zlokalizowana w Evanston):
- Niles North High School;
- Niles West High School;
- Evanston Township High School[17].

### Szkolnictwo wyższe
Na terenie Skokie swoje siedziby mają dwie publiczne szkoły wyższe:
- Oakton Community College;
- National-Louis University – jeden z kampusów: North Shore Campus[18].